# Política da Bélgica

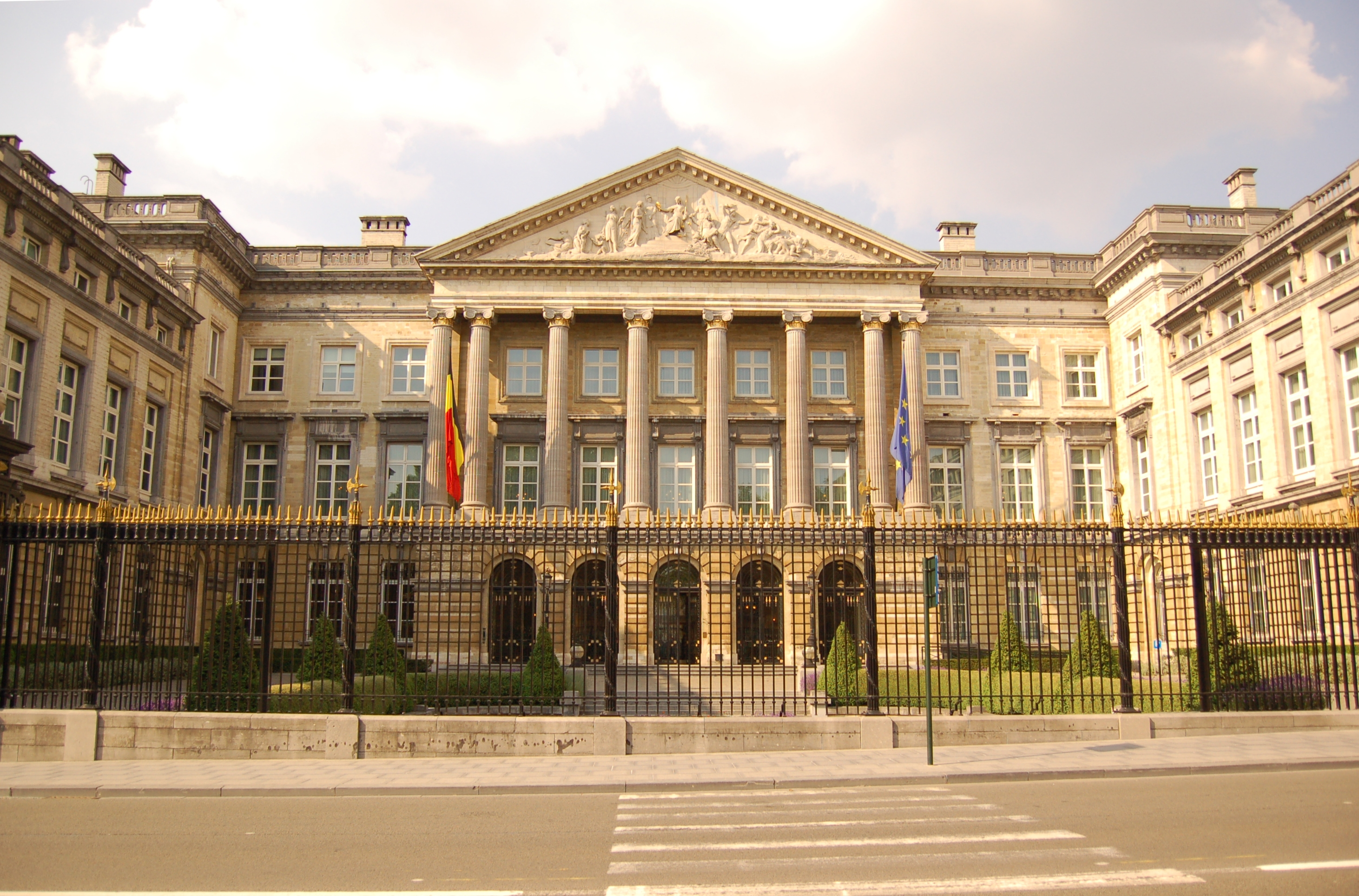
Parlamento Federal da Bélgica

O Reino da Bélgica tem um primeiro-ministro que desempenha o papel de chefe de governo do país, um parlamento nacional e três parlamentos regionais. É uma nação que funciona plenamente nas leis do parlamento, tendo o rei como o chefe de Estado.
O país foi membro fundador da União Europeia, em 1957.
- Governo: monarquia parlamentar constitucional
- Constituição: a constituição progressista de 1831 garantia desde o início a liberdade de opinião, de culto, de associação e de reunião.

O artigo 1 da constituição determina que: A Bélgica é um estado federal , constituído por Comunidades e Regiões.
- Data da independência: 1830

## Atualidade
Os desentendimentos entre as várias comunidades línguísticas têm tornado o país praticamente ingovernável, tendo nos últimos 12 anos tido 9 governos.
Em 13 de Junho de 2010, uma nova eleição foi realizada, tendo os partidos separatistas obtido a maioria na Flandres. Porém, mesmo após sete meses de negociações, não houve acordo para a formação de um governo.
Bruxelas é o principal motivo de disputa entre valões e flamengos. Encravada no território da Flandres, a capital tem maioria francófona. Importantes minorias francófonas da periferia desfrutam dos mesmos direitos que os francófonos de Bruxelas, apesar de viverem em território flamengo. É esta exceção que querem abolir todos os partidos do Norte com a exigência de que se divida o distrito eleitoral e judicial de Bruxelas-Halle-Vilvoorde[carece de fontes?].

### Protestos
A dificuldade dos partidos políticos para formarem um governo motivou a organização de uma manifestação intitulada "Vergonha: um grande país sem governo", com o objetivo declarado de envergonhar a classe política da Bélgica, incapaz de resolver o impasse político. A manifestação ocorreu em 23 de janeiro de 2011, dia em que a Bélgica completou 223 dias sem governo e reuniu 50 mil pessoas na capital Bruxelas.